# Greeniedeets buccaneer
Greeniedeets buccaneer is een eenoogkreeftjessoort uit de familie van de Hyponeoidae. De wetenschappelijke naam van de soort is voor het eerst geldig gepubliceerd in 2006 door Benz.